# Sint-Liduinakerk (Schiedam)
De Sint-Liduinakerk was een rooms-katholieke parochiekerk aan de Nieuwe Haven in de Nederlandse stad Schiedam. De kerk heette oorspronkelijk O.L.V. Visitatiekerk, maar is beter bekend als de Frankelandsekerk, vanwege haar ligging in de wijk Frankeland. De kerk werd in 1859 in gebruik genomen.
Oorspronkelijk was de kerk gewijd aan O.L.V. Visitatie, maar omdat zich hier de relieken van de in 1890 heilig verklaarde Liduina van Schiedam bevonden, en deze kerk zodoende het centrum werd van haar verering, werd de kerk in 1931 omgedoopt tot Sint Liduinakerk.
In 1969 werd de parochie opgeheven en de kerk gesloopt. De relieken van Liduina en daarmee haar verering verhuisden naar de Singelkerk.

## Trivia
De oorspronkelijke naam, O.L.V. Visitatie, is nooit uit Schiedam verdwenen. In hetzelfde jaar dat de Frankelandsekerk van patroon veranderde, werd vanuit deze parochie een bijkerk opgericht in een houten noodkerk aan de Aleidastraat en deze droeg voortaan de naam van O.L.V. Visitatie. In 1962 kreeg parochie aan de Dr. Schaepmansingel een nieuwe kerk die de houten noodkerk verving. Deze parochie fuseerde vervolgens in 1997 met de Sint Jan de Doperkerk die tot op heden de Sint Jan de Doper - Visitatieparochie heet.